# Grub4Dos

## Grub4DOS

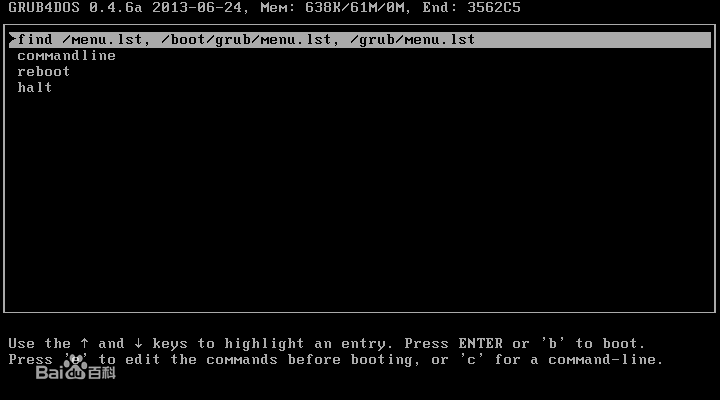
Меню загрузчика Grub4dos

Grub4DOS (англ. GRUB for DOS) — свободный загрузчик с открытым исходным кодом, основанный на GNU GRUB Legacy (версия 0.97). Проект разработан для интеграции в среду DOS и предоставляет расширенные возможности загрузки операционных систем, включая мультизагрузку, работу с образами дисков, сетевыми ресурсами и поддержку устаревших систем. Grub4DOS сохраняет актуальность в нишевых сферах, таких как восстановление данных, эмуляция ретро-систем и управление загрузкой на промышленном оборудовании.

### История разработки

#### Начало проекта (2003–2005)
Grub4DOS был создан в 2003 году китайским разработчиком Чэн Юйцзя (псевдоним Tinybit) как форк GNU GRUB. Основная цель — адаптация загрузчика для работы в среде DOS, что позволяло запускать современные операционные системы (например, Windows XP и Linux) на компьютерах без поддержки загрузки с USB или CD/DVD.
- 2004 год: Добавлена поддержка NTFS через драйвер ntfs-3g, что стало ключевым преимуществом перед другими загрузчиками для DOS.
- 2005 год: Реализована функция эмуляции дисков (map --mem), позволяющая загружать ОС напрямую из ISO-образов без их записи на физические носители.

#### Расцвет и сообщество (2006–2010)
В этот период проект привлёк внимание энтузиастов и корпоративных пользователей.
- 2006 год: Интеграция с PXE для сетевой загрузки, что упростило развёртывание ОС в локальных сетях.
- 2008 год: Появление графического интерфейса WINGRUB для упрощённой настройки menu.lst.
- 2009 год: Tinybit покинул проект, но разработку продолжили Huan Ren и Bean, добавив поддержку GPT и дисков объёмом более 2 ТБ.

#### Современная эпоха (2011–настоящее время)
С 2011 года активная разработка замедлилась, но сообщество продолжает поддерживать проект:
- 2015 год: Экспериментальная сборка для UEFI (неофициальный форк Grub4DOS-EFI).
- 2020 год: Выпуск последней стабильной версии 0.4.6a с исправлениями ошибок.
- 2023 год: Grub4DOS остаётся частью инструментов восстановления, таких как Hiren’s Boot CD и Sergei Strelec WinPE.

### Технические особенности

#### Архитектура
Grub4DOS сохранил модульную структуру GRUB Legacy, но добавил уникальные функции:
- Режимы работы:
  - Реальный режим x86: Запуск через grub.exe в среде DOS.
  - Цепочка загрузки: Интеграция с Windows Boot Manager (NTLDR) и Linux (GRUB2).
- Динамическая загрузка модулей: Поддержка дополнительных драйверов (например, USB в DOS через DUSE).

#### Поддержка файловых систем
Grub4DOS поддерживает широкий спектр файловых систем, что делает его универсальным для работы с различными носителями:
1. FAT12/16/32:
  - Базовая поддержка для DOS-носителей.
  - Ограничение: Максимальный размер файла — 4 ГБ (из-за ограничений FAT32).
2. NTFS:
  - Чтение и запись через драйвер ntfs-3g.
  - Поддержка сжатых файлов и символических ссылок.
3. ext2/3/4:
  - Полная совместимость с Linux-разделами.
  - Ограничение: Нет поддержки журналирования ext4 (только чтение).
4. ISO9660/UDF:
  - Загрузка напрямую из ISO-образов CD/DVD.
  - Поддержка многосессионных дисков.
5. exFAT и ReFS:
  - Экспериментальная реализация через патчи сообщества.
  - Нестабильная работа с большими файлами (>32 ГБ).
6. Сетевые файловые системы:
  - Доступ через TFTP и NFS (требует настройки PXE).

#### Команды и конфигурация
Grub4DOS использует файл menu.lst для настройки меню загрузки. Пример расширенной конфигурации:
```
# Загрузка Windows 10 с NTFS-раздела
title Windows 10
find --set-root /bootmgr
chainloader /bootmgr

# Запуск Ubuntu Live из ISO-образа
title Ubuntu 22.04 Live
map --mem /iso/ubuntu.iso (0xff)
map --hook
root (0xff)
kernel /casper/vmlinuz boot=casper iso-scan/filename=/iso/ubuntu.iso
initrd /casper/initrd.img

# Сетевая загрузка Debian через PXE
title Debian NetInstall
pxe detect
kernel tftp://192.168.1.1/debian/linux
initrd tftp://192.168.1.1/debian/initrd.gz
```

#### Работа с образами дисков
- Эмуляция дискет и жёстких дисков:
  - map --mem /image.img (fd0): Загрузка образа дискеты в виртуальный дисковод.
  - map --heads=2 --sectors=18 /image.vhd (hd0): Эмуляция жёсткого диска с заданными параметрами.
- Сжатие образов: Поддержка форматов GZIP, LZMA и XZ для экономии места.

### Сообщество и поддержка

#### Ресурсы и документация
- Официальные источники:
  - Репозиторий на GitHub.
  - Архивная документация на SourceForge.
- Форумы:
  - BootLand: Обсуждение тонкой настройки и устранения ошибок.
  - MSFN: Гайды по созданию мультизагрузочных USB.

#### Производные проекты
- Easy2Boot: Мультизагрузочный USB-инструмент с поддержкой UEFI и BIOS.
- Clover EFI: Интеграция Grub4DOS в загрузчик Hackintosh.
- ReactOS Loader: Использование кодовой базы Grub4DOS для загрузки ReactOS.

### Критика и ограничения
1. Устаревшая кодовая база:
  - Основан на GRUB Legacy, который официально признан устаревшим в 2015 году.
  - Нет поддержки современных стандартов, таких как Secure Boot.
2. Ограниченная поддержка оборудования:
  - Нет официальной реализации для UEFI.
  - Проблемы с USB 3.0 в DOS-режиме.
3. Сложность для новичков:
  - Требуется ручное редактирование menu.lst.
  - Отсутствие графического редактора конфигураций в официальной сборке.☢

### Применение в современных сценариях

#### Восстановление данных
- Интеграция с TestDisk и PhotoRec: Загрузка утилит напрямую из ISO-образов.
- Работа с RAID-массивами: Поддержка программных RAID-контроллеров.

#### Виртуализация и эмуляция
- QEMU/VirtualBox: Использование Grub4DOS для тестирования загрузочных образов.
- Retro-игры: Запуск DOS-игр через эмулируемые дискеты.

#### Промышленные системы
- Управление встроенными ПК: Загрузка специализированных ОС на оборудовании с устаревшим BIOS.
- Киоски и терминалы: Настройка автозапуска приложений через autoexec.bat.

### Сравнение с аналогами
| Характеристика     | Grub4DOS         | GNU GRUB 2 | Syslinux     |
| ------------------ | ---------------- | ---------- | ------------ |
| Поддержка DOS      | Да               | Нет        | Через DOSAPI |
| Загрузка из ISO    | Да               | Частично   | Нет          |
| Сеть (PXE)         | Да               | Да         | Да           |
| UEFI               | Экспериментально | Да         | Да           |
| Простота настройки | Средняя          | Сложная    | Высокая      |

### Будущее проекта
Несмотря на прекращение активной разработки, Grub4DOS остаётся востребованным в нишевых областях. Сообщество сосредоточено на:
- Поддержке новых форматов образов (например, WIM).
- Интеграции с облачными хранилищами через HTTP-загрузку.
- Создании форков с поддержкой ARM-архитектур.